# Бартолуччи, Марчелло
Марчелло Бартолуччи (итал. Marcello Bartolucci; род. 9 апреля 1944, Бастия-Умбра, королевство Италия) — итальянский прелат и ватиканский куриальный сановник. Титулярный архиепископ Мевании с 29 декабря 2010. Секретарь Конгрегации по Канонизации Святых с 29 декабря 2010 по 29 декабря 2020.

## Ранняя жизнь
Бартолуччи родился 9 апреля 1944 года в Бастия-Умбра в епархии Ассизи. Он учился философии и теологии в региональной семинарии и был рукоположён в священника 9 ноября 1968 года. Он получил докторскую степень по теологии и диплом в пастырском богословии, специализирующимся в катехизации от Папского Латеранского университета и лиценциат канонического права в Папском университете святого Фомы Аквинского в Риме.

## На работе в Конгрегации по Канонизации Святых
После десяти лет пастырского опыта, во-первых, как приходской викарий, а затем, как приходской священник, с количеством постов в пределах епархии, а также в качестве преподавателя религии в государственных школах, в 1977 году он поступил на службу в Священную Конгрегацию по Канонизации Святых, на службу Управления Справедливого Служения. После реформы Конгрегации и процесса в 1983 году, он сотрудничал с различными вышестоящими чинами, которые следовали в подготовке заключений по индивидуальным делам в изучении процессов и практик в Секретариате.
Более двадцати лет он возглавлял разработку указов о добродетелях, мученичествах и чудесах, как на итальянском, так и на латинском языках для публикации в «Acta Apostolicae Sedis», заботясь о написании на итальянском языке папских булл канонизации и апостольских бреве беатификации. Он служил в качестве секретаря Комиссии по пересмотру обряда беатификации. Он преподает в «Studium» Конгрегации.

## Куриальный сановник
Он был назначен на должность заместителя секретаря Конгрегации по Канонизации Святых 14 июля 2007 года выступающая до 29 декабря 2010 года, когда папа римский Бенедикт XVI назначил его титулярным архиепископом Мевании и Секретарём данной дикастерии. Он будет посвящён в епископы в 2011 году вместе с архиепископом Сельсо Морга Ирусубьета — секретарём Конгрегации по делам Духовенства, который был назначен в тот же день, и архиепископом Савио Хон Тай-Фаем, салезианцем — секретарём Конгрегации Евангелизации Народов.
Он был рукоположён в епископа 5 февраля 2011 года папой римским Бенедиктом XVI вместе с архиепископом Сельсо Морга Ирусубьета — секретарём Конгрегации по делам Духовенства, который был назначен в тот же день и архиепископом Савио Хон Тай-Фаем, салезианцем — секретарём Конгрегации Евангелизации Народов.
29 декабря 2020 года завершился срок его пребывания на посту секретаря Конгрегации по Канонизации Святых.